# 正親町院左京大夫
正親町院左京大夫（おおぎまちいんのさきょうのだいぶ、生没年不詳）は、鎌倉時代の女流歌人。

## 経歴
土御門天皇皇女正親町院覚子内親王に出仕していたこと以外、伝記情報に乏しい。『続後拾遺和歌集』以降の勅撰集に5首入集とする資料もあるが、確認できない。歌合に作品を残している。

## 作品
定数歌・歌合
| 名称       | 時期                       | 作者名表記       | 備考                 |
| ---------- | -------------------------- | ---------------- | -------------------- |
| 河合社歌合 | 1243年（寛元元年）11月17日 | 正親町院左京大夫 | 藤原為教と番い勝1持2 |

私家集
- 家集は伝存しない。